# SOS Tabatha
SOS Tabatha ou Terreur chez le Coiffeur (Tabatha's Salon Takeover puis Tabatha Takes Over) est une émission de Télé-réalité diffusée depuis le 21 août 2008 sur la chaine de télévision Bravo. Tabatha Coffey aide les salons de coiffure en difficulté pendant environ une semaine.
En France, l'émission est diffusée depuis le 10 mars 2013 sur AB1 ainsi que depuis le 21 avril 2014 sur 6ter et à partir du 15 décembre 2014 sur Téva. Au Québec, l'émission est diffusée sur Moi&cie.

## Concept
L'émission commence avec une réunion entre Tabatha et le(s) propriétaire(s) de l'entreprise dans laquelle elle prendra la relève. Dans les saisons 1 à 3, ce sont exclusivement des salons de coiffure, mais à partir de la saison 4, les petites entreprises sont compris dans l'aide (comme un bar gay, un bar à yaourts ou encore un toiletteur canin). Lors d'une discussion sur l'état de l'entreprise, Tabatha et le(s) propriétaire(s) regarde(nt) les vidéosurveillances qui révèlent une mauvaise gestion, le comportement du personnel non professionnel, et la clientèle insatisfaite. Tabatha exige les clés de l'entreprise et la prise de contrôle commence. Tabatha entre dans l'entreprise avec le(s) propriétaire(s), informe le personnel qu'elle prend le relais et les informe sur ce qu'elle a vu, et que certains membres du personnel pourrait éventuellement perdre leur emploi. Elle demande alors une inspection de l'établissement (L'inspection), qui habituellement révèle un état insalubre, mal nettoyé et inorganisé. Le lendemain, elle convoque le personnel pour une réunion au cours de laquelle elle obtient leur point de vue sans le(s) propriétaire(s). Après la réunion du personnel, elle invite des clients afin qu'elle puisse évaluer le travail du personnel (L'évaluation). À la fin de la deuxième journée, elle s'assoit avec le(s) propriétaire(s) et parle de ce qu'elle pense des changements à effectuer. Le troisième jour se compose généralement de la promotion de l’entreprise pour la réouverture et le début de la rénovation. La rénovation prend environ trois jours. Le dernier jour, la réouverture s'effectue, et Tabatha évalue leurs améliorations pendants la semaine écoulée. À la fin de la journée, elle donne ses recommandations finales pour le(s) propriétaire(s), et annonce au personnel les décisions du/des propriétaire(s). Elle rend les clés au(x) propriétaire(s). Après six semaines, Tabatha revient voir comment l'entreprise se porte depuis son départ.

## Émissions

### Épisodes
| Saison | Épisodes | Date de diffusion | Date de diffusion |
| Saison | Épisodes | Premier épisode   | Dernier épisode   |
| ------ | -------- | ----------------- | ----------------- |
| 1      | 8        | 21 août 2008      | 9 octobre 2008    |
| 2      | 10       | 3 novembre 2009   | 12 janvier 2010   |
| 3      | 10       | 6 décembre 2010   | 21 février 2011   |
| 4      | 12       | 10 janvier 2012   | 3 avril 2012      |
| 5      | 12       | 4 avril 2013      | 27 juin 2013      |

### Saison 1 (2008)
| Numéro d'épisode | Titre original/Salon       | Titre français             | Localisation               | Date de diffusion | Audience US (en millions) |
| ---------------- | -------------------------- | -------------------------- | -------------------------- | ----------------- | ------------------------- |
| 01               | Ten Salon (FERMÉ)          | Tout à revoir              | Long Beach, Californie     | 21 août 2008      | N/A                       |
| 02               | De Cielo Salon             | L'enfer au paradis         | Burbank, Californie        | 30 août 2008      | N/A                       |
| 03               | Martino Cartier Salon      | Discothèque ou salon ?     | Sewell, New Jersey         | 3 septembre 2008  | N/A                       |
| 04               | Images Salon (FERMÉ)       | Un service médiocre        | Oyster Bay, New York       | 9 septembre 2008  | N/A                       |
| 05               | Salon Tika (DÉMÉNAGÉ)      | Les filles gâtées          | Rockville Centre, New York | 18 septembre 2008 | N/A                       |
| 06               | The Loft on Broadway Salon | Saloon ou salon            | Long Beach, Californie     | 25 septembre 2008 | N/A                       |
| 07               | Hairlab                    | Pas de salon sans gestion  | Woodland Hills, Californie | 2 octobre 2008    | N/A                       |
| 08               | Candolyn's: Downtown       | Désaccord au sein du salon | Los Angeles, Californie    | 9 octobre 2008    | N/A                       |

### Saison 2 (2009-2010)
| Numéro d'épisode | Titre original/Salon     | Titre français                     | Localisation              | Date de diffusion | Audience US (en millions) |
| ---------------- | ------------------------ | ---------------------------------- | ------------------------- | ----------------- | ------------------------- |
| 01               | Orbit Salon,             | Un salon dépotoir                  | Chicago, Illinois         | 3 novembre 2009   | N/A                       |
| 02               | Allure (FERMÉ)           | Un propriétaire têtu !             | Coconut Grove, Floride    | 10 novembre 2009  | N/A                       |
| 03               | Eclectic Salon           | Une affaire de famille             | Los Angeles, Californie   | 17 novembre 2009  | N/A                       |
| 04               | Bang Salon               | À la baguette !                    | Fort Lauderdale, Floride  | 24 novembre 2009  | N/A                       |
| 05               | Plush Salon              | Être responsable                   | Chatsworth, Californie    | 1er décembre 2009 | N/A                       |
| 06               | Brownes & Co.(FERMÉ)     | Big brother au salon de coiffure ! | Miami, Floride            | 8 décembre 2009   | N/A                       |
| 07               | Refuge Salon             | Serial shoppeuse                   | Los Angeles, Californie   | 15 décembre 2009  | N/A                       |
| 08               | Chicago Male Salon & Spa | Salon hippie                       | Chicago, Illinois         | 29 décembre 2009  | N/A                       |
| 09               | Tantrum Salon            | Ma famille ou mon salon ?          | Covina, Californie        | 5 janvier 2010    | N/A                       |
| 10               | Earth, Moon, Sun         | Salon en faillite                  | Western Springs, Illinois | 12 janvier 2010   | N/A                       |

### Saison 3 (2010-2011)
| Numéro d'épisode | Titre original/Salon              | Titre français             | Localisation                       | Date de diffusion | Audience US (en millions) |
| ---------------- | --------------------------------- | -------------------------- | ---------------------------------- | ----------------- | ------------------------- |
| 01               | Mia Bella                         | Le salon Mia Bella         | San Bruno, Californie              | 6 décembre 2010   | 1,136                     |
| 02               | Christopher Hill (FERMÉ)          | Le salon Christopher Hill  | Brentwood, Los Angeles, Californie | 13 décembre 2010  | 1,052                     |
| 03               | Salon Vendôme                     | Le salon Vendôme           | Houston, Texas                     | 20 décembre 2010  | 1,011                     |
| 04               | West End Salon & Spa              | Le salon West End          | Provincetown, Massachusetts        | 3 janvier 2011    | N/A                       |
| 05               | Avanti Salon                      | Le salon Avanti            | Boston, Massachusetts              | 10 janvier 2011   | 1,064                     |
| 06               | Touch of Elegance                 | Le salon Touch of Elegance | Tewksbury, Massachusetts           | 24 janvier 2011   | 1,235                     |
| 07               | Bqute                             | Le salon Bqute             | Palmdale, Californie               | 31 janvier 2011   | 1,409                     |
| 08               | A Star Is Born (FERMÉ)            | Le salon A star is born    | Mission Viejo, Californie          | 7 février 2011    | 1,088                     |
| 09               | Concerto Salon & Spa              | Le salon Concerto          | Valencia, Californie               | 14 février 2011   | N/A                       |
| 10               | Revisit Show: Where Are They Now? | Que sont-ils devenus ?     | N/A                                | 21 février 2011   | 1,140                     |

### Saison 4 (2012)
| Numéro d'épisode | Titre original/Entreprise | Titre français                        | Localisation               | Date de diffusion | Audience US (en millions) |
| ---------------- | ------------------------- | ------------------------------------- | -------------------------- | ----------------- | ------------------------- |
| 01               | Jungle Red Salon,         | Le salon Jungle Red                   | Minneapolis, Minnesota     | 10 janvier 2012   | 0,862                     |
| 02               | Club Ripples,             | Le club Ripples                       | Long Beach, Californie     | 17 janvier 2012   | 0,929                     |
| 03               | Beyond Hair Salon & Spa   | Le Beyond Salon                       | Cherry Hill, New Jersey    | 24 janvier 2012   | 1,057                     |
| 04               | Pat's Hair Shoppe         | Le Pat's Hair Shoppe                  | Douglasville, Géorgie      | 31 janvier 2012   | 0,914                     |
| 05               | Chill (FERMÉ)             | Le bar à yaourts Chill                | Ventura, Californie        | 7 février 2012    | 1,146                     |
| 06               | Salon Bridgette           | Le salon Bridgette                    | Swedesboro, New Jersey     | 21 février 2012   | 1,056                     |
| 07               | H Design (FERMÉ)          | Le salon H Design                     | Minneapolis, Minnesota     | 28 février 2012   | 0,896                     |
| 08               | Flavio Beauty College     | L'école de coiffure Flavio Beauty     | Minneapolis, Minnesota     | 6 mars 2012       | 1,168                     |
| 09               | Barkingham Palace (FERMÉ) | Le toiletteur canin Barkingham Palace | West Hollywood, Californie | 13 mars 2012      | 1,232                     |
| 10               | Sweetgrass                | Le spa Sweetgrass                     | Atlanta, Géorgie           | 20 mars 2012      | 1,030                     |
| 11               | Salon Deco                | Le salon Deco                         | Atlanta, Géorgie           | 27 mars 2012      | 0,945                     |
| 12               | Cinema Suites             | La chambre d'hôtes Cinema Suites      | Hollywood, Californie      | 3 avril 2012      | 0,921                     |

### Saison 5 (2013)
| Numéro d'épisode | Titre original/Entreprise                                                 | Titre français             | Localisation                | Date de diffusion | Audience US (en millions) |
| ---------------- | ------------------------------------------------------------------------- | -------------------------- | --------------------------- | ----------------- | ------------------------- |
| 01               | Salon Mogulz                                                              | Le salon Mogulz            | Nashville, Tennessee        | 4 avril 2013      | 0,772                     |
| 02               | VIP Nightclub                                                             | La boîte de nuit VIP       | Riverside, Californie       | 11 avril 2013     | 0,770                     |
| 03               | Top Cuts                                                                  | Le salon Top Cuts          | Bethpage, New York          | 18 avril 2013     | 0,900                     |
| 04               | Nextgen Barber Shop                                                       | Le salon NexGen            | Murfreesboro, Tennessee     | 25 avril 2013     | 0,840                     |
| 05               | Summers Sports Bar                                                        | Le Summers Sports bar      | Manhattan Beach, Californie | 2 mai 2013        | 0,853                     |
| 06               | Bombshells Salon and Spa                                                  | Le salon et spa Bombshells | Clarksville, Tennessee      | 9 mai 2013        | 0,787                     |
| 07               | House of Synergy                                                          | Le spa House of Synergy    | Long Beach, Californie      | 23 mai 2013       | 1,032                     |
| 08               | Café Treats (RENOMMÉ en Café de Mexico)                                   | Le Café Treats             | Sherman Oaks, Californie    | 30 mai 2013       | 0,713                     |
| 09               | Mani-Kir Royale Nail Salon (VENDU à une nouveau propriétaire puis Fermé)) | Le salon Manikire Royale   | North Hollywood, Californie | 6 juin 2013       | 0,828                     |
| 10               | Studio 157                                                                | Le salon Studio 157        | Hendersonville, Tennessee   | 13 juin 2013      | 1,105                     |
| 11               | Nadia's Family Salon                                                      | Le Nadia's Family Salon    | Englishtown, New Jersey     | 20 juin 2013      | 0,737                     |
| 12               | Where Are They Now?                                                       | Que sont-ils devenus ?     | N/A                         | 27 juin 2013      | 0,752                     |